# Friedrich Zippelius
Friedrich Zippelius, křtěný Franz Friedrich (29. srpna 1901 Most – 28. května 1990 Ruhpolding) byl československý politik německé národnosti a meziválečný poslanec Národního shromáždění za Sudetoněmeckou stranu.

## Biografie
Z otcovské strany pocházel ze starého úřednického rodu, matka byla z rolnické rodiny z Českého středohoří. Vychodil národní školu a státní vyšší reálnou školu v Mostu. Maturoval roku 1921. Byl aktivní v turnerském hnutí a podílel se na založení organizace Wandervogel v Mostu. Po roce 1918 okolo něj vznikla studentská německá organizace odmítající začlenění Sudet do Československa.
Vystudoval práva a státovědu na Německé univerzitě v Praze. Po pětileté praxi si pak v únoru 1934 otevřel vlastní advokátní kancelář v Teplicích. Profesí byl advokátem. Podle údajů z roku 1935 bydlel v Teplicích-Šanově.
V parlamentních volbách v roce 1935 se stal poslancem Národního shromáždění. Poslanecké křeslo ztratil na podzim 1938 v souvislosti se změnami hranic Československa.
Advokacii se věnoval do roku 1938. Po anexi pohraničí byl v nacistickém režimu jmenován vládním prezidentem pro vládní obvod Opava v rámci Říšské župy Sudety. Od ledna 1939 byl členem SS (ozbrojené jednotky NSDAP). Měl hodnost Standartenführera, od června 1939 Oberführera.
Po roce 1945 žil v Západním Německu. Působil opět jako advokát a státní úředník. Byl funkcionářem sudetoněmeckého spolku Witikobund. Od roku 1967 žil na penzi v bavorském Ruhpoldingu, kde zemřel roku 1990.